# زیردریایی برنولی (کیو۸۳)

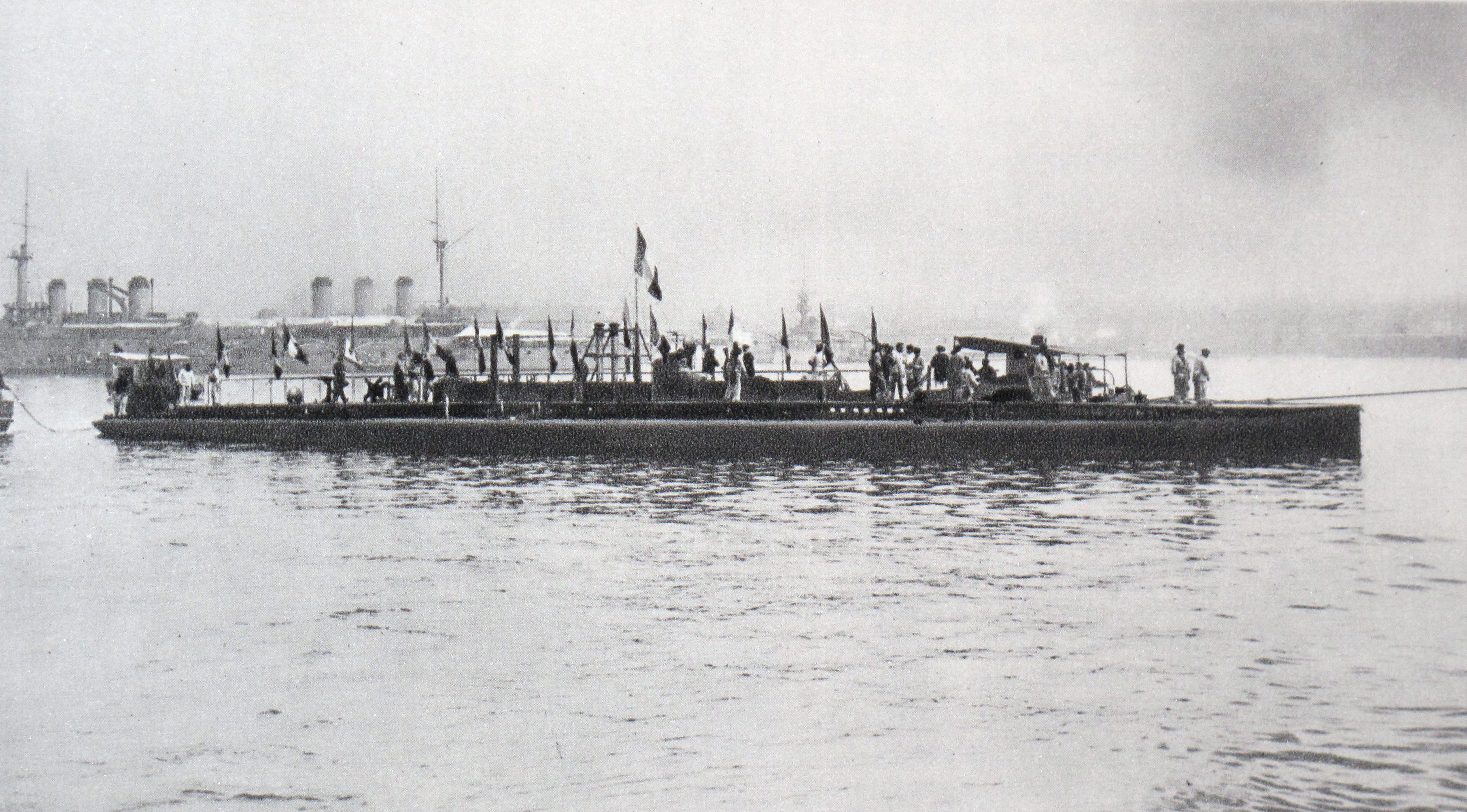
زیردریایی برنولی (کیو۸۳)

زیردریایی برنولی (کیو۸۳) (به انگلیسی: French submarine Bernouilli (Q83)) یک زیردریایی بود که طول آن ۱۷۰ فوت ۱۱ اینچ (۵۲٫۱۰ متر) بود. این زیردریایی در سال ۱۹۱۱ ساخته شد.